# Mahmoud Yassine
Mahmoud Yassine (en árabe: محمود ياسين) (Puerto Saíd, 2 de junio de 1941 – El Cairo, 14 de octubre de 2020) fue un actor egipcio con una extensa carrera que inició en la década de 1960.

## Biografía
Yassine nació en Puerto Saíd en 1941. Estudió leyes en la Universidad de Ain Shams en 1964 y cuatro años después inició su carrera como actor, interpretando el papel de Hassanin en el filme cómico Al-qadia 68 del cineasta Salah Abouseif. A partir de entonces apareció en más de 150 películas, series de televisión y obras de teatro en su país, registrando su última aparición en el largometraje de 2012 Grandpa Habibi.
Luego de sufrir la enfermedad de Alzheimer durante ocho años, Yassine falleció el 14 de octubre de 2020 a los setenta y nueve años.

## Filmografía

### Cine y televisión
- 2012 - Grandpa Habibi
- 2010 - Mama Fi El-Qism
- 2009 - Ezbet Adam
- 2008 - The Promise
- 2007 - El-Gazirah
- 2004 - Hakawy Tarh Al-Bahr
- 1999 - Fatat Min Israeel
- 1998 - Haet El-Botolat
- 1995 - Ayam al Shar
- 1995 - Eghteyal Faten Tawfik
- 1995 - Qeshr Al Bundoq
- 1993 - Taamiya Bilshatta
- 1992 - The braves
- 1992 - El Settat
- 1988 - Ayam El Ro'ab
- 1988 - Imraa Motalaka
- 1988 - Nawaem
- 1987 - Al-Kammasha
- 1987 - Al maloughb
- 1987 - Al Ta'awitha
- 1987 - Le témoin
- 1987 - La confrontation
- 1987 - Alrajul alsaeidiu
- 1986 - Asr el-houb
- 1986 - Madafen Mafroosha Lel Egar
- 1986 - Mawad maa al-qadar
- 1986 - Les éléphants
- 1986 - Al Galssa Serreya
- 1985 - Khoyout El-Ankaboot
- 1985 - Enqaz Ma Yomken Enqazo
- 1985 - El Ott Asslo Assad
- 1985 - Ayam fi al-halal
- 1984 - Akhou Al Banat
- 1984 - El-taiera el-mafkouda
- 1984 - Thaar, -al
- 1983 - Aswar almdabegh
- 1983 - Al Sada El Mortashon
- 1983 - Al Arbaji
- 1983 - Ina Rabak Labilmersad
- 1982 - Almuohakama
- 1982 - Wakalt Al Balah
- 1982 - Ashyaa Ded El Qanoon
- 1980 - Al sharida
- 1980 - Al Batneyya
- 1979 - Wa la yazal al tahqiq mostameran
- 1979 - Al Wahm
- 1979 - Alshak ya habibi
- 1978 - Adhkryni
- 1978 - Asiad we abied
- 1978 - El-Soud ela al-hawia
- 1978 - Wa da al-omr ya waladi
- 1977 - Afwah wa araneb
- 1977 - Ayna Al-Mafar?
- 1977 - Al-azab emra aa
- 1977 - Wa sakatat fe bahr el-asal
- 1977 - Sonya and the Madman
- 1976 - Al-risâlah
- 1976 - Baidan an al-ard
- 1976 - Daqqit qalb
- 1976 - Sana oula houb
- 1976 - La Ya Mn Kont Hababi
- 1976 - Letani Ma Araft Al Hob
- 1976 - Endama Yasqut Aljassad
- 1975 - La tatroukni wahdi
- 1975 - Love sweeter than love
- 1975 - Mouled ya donia
- 1975 - Ala mn notlik Al-Rosas
- 1975 - Al kaddab
- 1974 - Bedur
- 1974 - Habibati
- 1974 - Al-Rasasa la tazalu fe gaibi
- 1974 - Ayn Aqli
- 1973 - Al-hob alazi kan
- 1973 - Notorious Woman
- 1973 - Layl Wa Qodban
- 1972 - Al zairah
- 1972 - Ana we benty wa el-houb
- 1972 - Oghneya Ala El Mamar
- 1972 - Sowar Mamnouah: Al-qesa Al-thaletha
- 1972 - Anf w Thalath Oyoun
- 1972 - Al asal al murr
- 1971 - Kheit al rafeigh, -al
- 1970 - Nahnu La Nazraa Al-shok
- 1969 - Shey min el khouf
- 1968 - Al-qadia 68